# مسجد حاجی رجب علی اشکذر
مسجد حاجی رجب علی اشکذر مربوط به دوره قاجار است و در اشکذر، محله توده واقع شده و این اثر در تاریخ ۵ آذر ۱۳۷۹ با شمارهٔ ثبت ۲۸۹۶ به‌عنوان یکی از آثار ملی ایران به ثبت رسیده است.

## ساختمان و بنا
این اثر تاریخی از ۲ قسمت سردخانه و گرم خانه تشکیل شده است.
در داخل محراب صحن تابستانی مسجد، سنگ مرمری به اندازه ۱۳۰–۸۰ نصب است که میان آن نقش قندیل آویخته‌ای تراشیده شده و درحاشیه آن آیاتی از قرآن مجید نوشته شده است.

## موقوفات
این مسجد با شکوه دارای زیلوهایی است به تاریخ‌های ۱۲۲۰ ،۱۲۴۷، ۱۲۵۸ ،۱۲۸۳ قمری که به نام واقف و موقوفات برآن‌ها نقش بسته است.
همچنین دارای موقوفات زیادی ازقبیل اراضی کشاورزی و باغات می‌باشد.

## سازنده بنا
این بنای تاریخی توسط مرحوم حاج ملا رجبعلی فرزند میرزا عبدالله فراهانی الاصل مشهور به اشتری ساخته شده است.